# ألكسندر بوتليروف
ألكسندر ميخائيلوفيش بوتليروف (1828 - 1886) (الروسية: Алекса́ндр Миха́йлович Бу́тлеров) ولد في مدينة بوتليرونكا، هو كيميائي روسي متخصص في علم المواد المتفجرة.
دخل جامعة قازان في قسم العلوم الطبيعية، ولكنه أصبح يحضر دروساً في الكيمياء في الجامعة نفسها. من منجزاته أنه قام بوضع بحث حول تركيب وخصائص المركبات العضوية، وبحث في مشكلة التناظر فوجد الكحول الثلاثي.
أصبح أستاذاً أصيلاً في جامعة قازان وسافر إلى برلين وإلى بون وسويسيرا وإيطاليا وفرنسا حيث قدّم خلاصة أبحاثه إلى أكاديمية العلوم الفرنسية.
أصبح عميداً لجامعة قازان، وضع أبحاثاً عديدة في العلوم الطبيعية ونشر كتابه الذي أسماه «مدخل إلى دراسة شاملة للكيمياء» والذي يعتبر ثــورة في الكيمياء.
وضع نظرية حول تشعب السلاسل الهيدروكربونية وبعدها أصبح عضواً في أكاديمية العلوم ومن ثمّ أصبح عضواً في 26 أكاديمية وجمعية روسية
وأجنبية.

## وصلات خارجية
- ألكسندر بوتليروف على موقع الموسوعة البريطانية (الإنجليزية)

- Алекса́ндр Миха́йлович Бу́тлеров [الروسية]
- Jacobus Henricus van’t Hoff